# Cavaliere per caso
Cavaliere per caso (Dwight in Shining Armor) è una sitcom fantasy statunitense composta da 50 episodi suddivisi in cinque stagioni, trasmessa dal 18 marzo 2019 al 23 maggio 2021 su BYU Television. La serie racconta di un adolescente di oggi che risveglia una principessa da un sonno magico di 1.000 anni.
In Italia viene trasmessa su Super! dal 17 maggio 2021.

## Trama
Dwight è un adolescente di oggi che cade in un'antica camera sotterranea. Atterra su Gretta, una principessa gotica che dorme magicamente da mille anni. Dwight bacia inavvertitamente Gretta, rompendo l'incantesimo magico.
Questa azione risveglia anche il suo mago di corte, Baldric, così come decine di criminali medievali, e rende Dwight il suo campione de facto fino a quando le sue orde di nemici non vengono sconfitte.
Dwight deve affrontare un nuovo ruolo di protettore mentre aiuta Gretta ad assimilarsi alla vita delle scuole superiori.

## Personaggi e interpreti
- Dwight, interpretato da Sloane Morgan Siegel. È un ragazzo modello di Generazione Z: sensibile, di mentalità aperta, attento alla salute, responsabile e non conflittuale. Non è molto interessato a diventare un campione duro. Se deve fare questo lavoro, lo farà a modo suo.
- Gretta, interpretata da Caitlin Carmichael. È una ragazza che proviene da una zona di guerra gotica ruvida e dura. Non ha modo di capire le buone maniere o il clima politico del 21º secolo, e non è davvero interessata ad adattarsi poiché tutti i problemi del suo mondo l'hanno seguita. È descritta più come Wonder Woman che una principessa delle fiabe.
- Baldric, interpretato da Joel McCrary. È il mago di corte che ha messo l'incantesimo su Gretta come ultimo tentativo di salvarle la vita. Non ama Dwight come campione, ma è estremamente protettivo nei confronti di Gretta.
- Witch Hexela, interpretata da Danielle Bisutti. Ha un passato complicato con Baldric come ex amanti. Hexela originariamente desidera solo mantenere la sua giovinezza. Tuttavia, quando si riconcilia con Baldric e Gretta decide di unirsi alla squadra per tenere Gretta al sicuro. Usa la sua magia per tenere la squadra fuori dai guai ogni volta che arrivano le situazioni più terribili
- Chlodwig, interpretato da Evan Hofer.  Era originariamente il fidanzato di Gretta. Alla fine i due accettano di essere amici, e diventa un buon amico di Dwight. Quando arriva la situazione allena Dwight in cavalierato, ma la sua goffaggine tende a mettere il gruppo in situazioni più comiche di quanto sperano di affrontare.

## Episodi
| Stagione         | Episodi | Prima TV USA | Prima TV Italia |
| ---------------- | ------- | ------------ | --------------- |
| Prima stagione   | 10      | 2019         | 2021            |
| Seconda stagione | 10      | 2019         | 2021            |
| Terza stagione   | 10      | 2020         | 2021            |
| Quarta stagione  | 10      | 2020         | 2021            |
| Quinta stagione  | 10      | 2021         | 2022            |

## Produzione
Le prime due stagioni sono state girate nello Utah. La seconda stagione è stata approvata prima della prima stagione in onda. La terza stagione è stata girata in Georgia per approfittare delle agevolazioni fiscali offerte dallo stato. Gli episodi hanno una durata di 30 minuti ciascuno. A marzo 2019, è una delle serie più costose mai realizzate da BYU Television.
La prima stagione (primavera 2019) e la seconda stagione (autunno 2019) contengono entrambe dieci episodi. Nel giugno 2019 la serie è stata approvata per altre due stagioni di dieci episodi. Il 16 febbraio 2021 BYU Television ha annunciato che la quinta stagione di Cavaliere per caso (Dwight in Shining Armor), composta da dieci episodi, sarebbe stata presentata in anteprima a marzo e che sarebbe stata l'ultima stagione.

### Rilascio
Negli Stati Uniti, lo show appare su BYU Television. Uscita internazionale di Paramount Television.

## Accoglienza
Il The New York Times ha riferito che mentre la reazione di un focus group era positiva, alcuni genitori erano preoccupati che si tratta di una produzione BYU Television. La rivista Parade lo ha consigliato come un'ottima opzione per la visione della famiglia.